# Daniel May

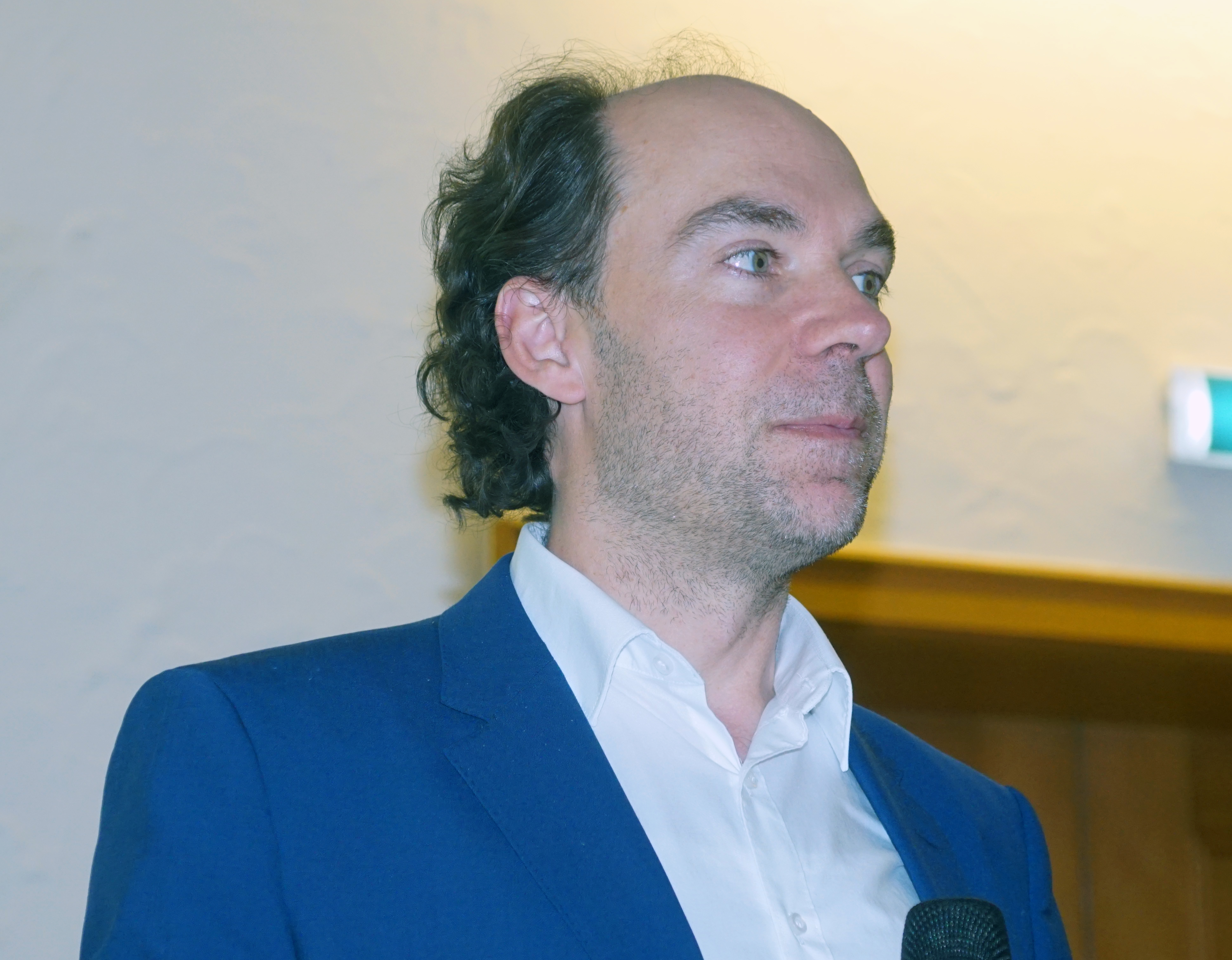
Daniel May (2025)

Daniel May (* 26. Januar 1981 in Korbach) ist ein hessischer Politiker (Bündnis 90/Die Grünen) und seit 2009 Abgeordneter des Hessischen Landtags.

## Ausbildung und Beruf
Daniel May legte 2000 das Abitur an der Alten Landesschule in Korbach ab und leistete von Oktober 2000 bis August 2001 Zivildienst auf dem zu Twiste gehörenden Hofgut Rocklinghausen im Landkreis Waldeck-Frankenberg. 2001 bis 2002 studierte er Physik an der Gesamthochschule Kassel und von 2002 bis 2007 Physik und Mathematik als Lehramt für die Sekundarstufe I. Das Studium schloss er mit dem 1. Staatsexamen ab und war von 2008 bis 2009 Lehrer im Vorbereitungsdienst an der Gesamtschule Edertal sowie von 2011 bis 2012 an der Sophie-und-Hans-Scholl-Schule Wiesbaden.

## Politik
Daniel May ist seit Juni 1999 Mitglied von Bündnis 90/Die Grünen. Von 2003 bis 2008 war er Mitglied des Landesvorstandes der Grünen Jugend Hessen, davon 2005 bis 2008 Vorsitzender. Seit 2001 ist er Kreistagsabgeordneter und Vorsitzender der Kreistagsfraktion der Grünen im Landkreis Waldeck-Frankenberg und seit 2006 Stadtverordneter in Korbach.
Seit dem 15. Juli 2009 ist er als Nachrücker für Martin Häusling Abgeordneter im Landtag. In der Grünen-Fraktion ist er Sprecher Bildungspolitik, Hochschulen für angewandte Wissenschaften und Hochschulmedizin. May ist Vorsitzender im Ausschuss für Wissenschaft und Kunst, war Mitglied in der 19. Wahlperiode in der Enquetekommission des Landtages zur Bildungspolitik, zudem ist er Mitglied im Kulturpolitischen Ausschuss, Unterausschuss für Finanzcontrolling und Verwaltungssteuerung und war Ersatzmitglied für die 17. Bundesversammlung zur Wahl des Bundespräsidenten.
Bei der Landtagswahl in Hessen 2013 und 2018 trat er im Wahlkreis Waldeck-Frankenberg I an. Hier unterlag er gegen Armin Schwarz. Ihm gelang jedoch der Wiedereinzug in den Landtag über einen Listenplatz der Partei. 2023 zog er erneut über die Landesliste der Grünen in den Landtag ein.
May war mit der ehemaligen Grünen-Abgeordneten Nicole Maisch verheiratet. May ist verheiratet und hat zwei Kinder. Er gehört der römisch-katholischen Kirche an.